# (9746) Kazukoichikawa
(9746) Kazukoichikawa est un astéroïde de la ceinture principale.

## Description
(9746) Kazukoichikawa est un astéroïde de la ceinture principale. Il fut découvert le 7 novembre 1988 à Yatsugatake par Yoshio Kushida et Masaru Inoue. Il présente une orbite caractérisée par un demi-grand axe de 2,21 UA, une excentricité de 0,20 et une inclinaison de 3,2° par rapport à l'écliptique.

## Compléments